# Michal Kadlec
Michal Kadlec (sinh ngày 13 tháng 12 năm 1984) là một cầu thủ bóng đá chuyên nghiệp người Séc thi đấu ở vị trí hậu vệ cho câu lạc bộ Slovacko của Séc. Trước đó anh từng thi đấu cho các đội bóng như Sparta Prague, Bayer Leverkusen và Fenerbahçe.
Kadlec có trận ra mắt tuyển quốc gia vào năm 2007. Anh đã ghi 8 bàn sau 69 lần khoác áo Cộng hòa Séc, từng đại diện cho Séc tranh tài tại Giải vô địch bóng đá châu Âu 2012 và 2016.

## Đầu đời
Kadlec sinh ra vào năm 1984 tại Vyškov. Sau khi cha anh là ông Miroslav Kadlec gia nhập 1. FC Kaiserslautern vào năm 1990, gia đình anh chuyển đến Đức để định cư tại khu vực Kaiserslautern. Kadlec học tiếng Đức ở trường mẫu giáo trước khi chính thức đến trường một năm sau. Sau quãng thời gian học tập tại Đức, anh chuyển tới vùng Gymnasium. Năm 1998, cha của Kadlec ký hợp đồng với câu lạc bộ FK Drnovice, vì thế anh đã quay trở lại Cộng hòa Séc.

## Sự nghiệp cấp câu lạc bộ

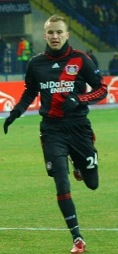
Kadlec trong màu áo Bayer 04 Leverkusen năm 2011

Kadlec bắt đầu sự nghiệp chơi bóng chuyên nghiệp tại Slovácko và có trận ra mắt trong trận đối đầu Baník Ostrava. Năm 2005, anh đầu quân cho câu lạc bộ Sparta Prague.
Ngày 14 tháng 6 năm 2013 anh gia nhập câu lạc bộ Fenerbahçe của Thổ Nhĩ Kỳ với mức phí chuyển nhượng 4,5 triệu euro, ký bản hợp đồng dài 2 năm trị giá 2,1 triệu euro mỗi mùa.

## Sự nghiệp thi đấu quốc tế
Ngày 17 tháng 11 năm 2007, Kadlec được gọi lên tuyển quốc gia Séc để dự trận đấu gặp Slovakia và có trận ra mắt trong chiến thắng 3–1 (ghi l bàn phản lưới nhà). Anh ghi bàn thắng đầu tiên trong trận thắng trước Scotland vào ngày 30 tháng 5 năm 2008 (cũng kết thúc với tỉ số 3–1).
Ngày 16 tháng 6 năm 2012, trong trận gặp Ba Lan tại giải vô địch châu Âu, Kadlec đã đánh đầu phá bóng khỏi vạch vôi trong gang tấc, giúp Séc bảo toàn mành lưới ở trận từ kết của giải. Pha tấn công trên đã đánh bại thủ môn Petr Čech và bóng sẽ đi vào khung thành; như thế có nghĩa Ba Lan sẽ có bàn thắng để nắm chắc tỉ số hòa, còn Cộng hòa Séc bị loại khỏi giải.

## Tài trợ
Ngày 11 tháng 7 năm 2013, EA Sports thông báo Kadlec sẽ làm ảnh đại diện cho trò chơi FIFA 14 phiên bản của Séc bên cạnh ngôi sao toàn cầu Lionel Messi.

## Thống kê sự nghiệp

### Câu lạc bộ
Tính đến 3 tháng 6 năm 2020
| Câu lạc bộ         | Mùa                | Giải               | Giải    | Giải      | Cúp     | Cúp       | Liên lục địa | Liên lục địa | Khác    | Khác      | Tổng cộng | Tổng cộng |
| Câu lạc bộ         | Mùa                | Hạng đấu           | Số trận | Bàn thắng | Số trận | Bàn thắng | Số trận      | Bàn thắng    | Số trận | Bàn thắng | Số trận   | Bàn thắng |
| ------------------ | ------------------ | ------------------ | ------- | --------- | ------- | --------- | ------------ | ------------ | ------- | --------- | --------- | --------- |
| Slovácko           | 2001–02            | Fortuna liga       | 1       | 0         | 0       | 0         | —            | —            | —       | —         | 1         | 0         |
| Slovácko           | 2002–03            | Fortuna liga       | 3       | 0         | 0       | 0         | —            | —            | —       | —         | 3         | 0         |
| Slovácko           | 2003–04            | Fortuna liga       | 15      | 1         | 0       | 0         | 1            | 0            | —       | —         | 16        | 1         |
| Slovácko           | 2004–05            | Fortuna liga       | 15      | 0         | 0       | 0         | —            | —            | —       | —         | 15        | 0         |
| Slovácko           | Tổng cộng          | Tổng cộng          | 34      | 1         | 0       | 0         | 1            | 0            | —       | —         | 35        | 1         |
| Sparta Prague      | 2004–05            | Fortuna liga       | 10      | 1         | 0       | 0         | —            | —            | —       | —         | 10        | 1         |
| Sparta Prague      | 2005–06            | Fortuna liga       | 29      | 0         | 0       | 0         | 6            | 0            | —       | —         | 35        | 0         |
| Sparta Prague      | 2006–07            | Fortuna liga       | 22      | 0         | 0       | 0         | 6            | 0            | —       | —         | 28        | 0         |
| Sparta Prague      | 2007–08            | Fortuna liga       | 29      | 3         | 1       | 0         | 8            | 0            | —       | —         | 38        | 3         |
| Sparta Prague      | 2008–09            | Fortuna liga       | 4       | 3         | —       | —         | 4            | 0            | —       | —         | 8         | 3         |
| Sparta Prague      | Tổng cộng          | Tổng cộng          | 94      | 7         | 1       | 0         | 24           | 0            | —       | —         | 119       | 7         |
| Bayer Leverkusen   | 2008–09            | Bundesliga         | 30      | 3         | 5       | 2         | —            | —            | —       | —         | 35        | 5         |
| Bayer Leverkusen   | 2009–10            | Bundesliga         | 23      | 1         | 1       | 0         | —            | —            | —       | —         | 24        | 1         |
| Bayer Leverkusen   | 2010–11            | Bundesliga         | 32      | 2         | 2       | 0         | 9            | 3            | —       | —         | 43        | 5         |
| Bayer Leverkusen   | 2011–12            | Bundesliga         | 29      | 1         | 1       | 0         | 8            | 1            | —       | —         | 38        | 2         |
| Bayer Leverkusen   | 2012–13            | Bundesliga         | 14      | 1         | 1       | 0         | 3            | 0            | —       | —         | 18        | 1         |
| Bayer Leverkusen   | Tổng cộng          | Tổng cộng          | 128     | 8         | 10      | 2         | 20           | 4            | —       | —         | 158       | 14        |
| Fenerbahçe         | 2013–14            | Süper Lig          | 9       | 2         | 1       | 0         | 3            | 0            | 1       | 0         | 14        | 2         |
| Fenerbahçe         | 2014–15            | Süper Lig          | 12      | 1         | 10      | 1         | —            | —            | 1       | 0         | 23        | 2         |
| Fenerbahçe         | 2015–16            | Süper Lig          | 10      | 0         | 11      | 0         | 5            | 0            | —       | —         | 26        | 0         |
| Fenerbahçe         | Tổng cộng          | Tổng cộng          | 31      | 3         | 22      | 1         | 8            | 0            | 2       | 0         | 63        | 4         |
| Sparta Prague      | 2016–17            | Fortuna liga       | 28      | 3         | 1       | 0         | 12           | 0            | —       | —         | 41        | 3         |
| Sparta Prague      | 2017–18            | Fortuna liga       | 8       | 0         | 1       | 0         | 1            | 0            | —       | —         | 10        | 0         |
| Sparta Prague      | Tổng cộng          | Tổng cộng          | 36      | 3         | 2       | 0         | 13           | 0            | —       | —         | 51        | 3         |
| Slovácko           | 2018–19            | Fortuna liga       | 14      | 0         | 0       | 0         | —            | —            | —       | —         | 14        | 0         |
| Slovácko           | 2019–20            | Fortuna liga       | 23      | 0         | 2       | 0         | —            | —            | —       | —         | 25        | 0         |
| Slovácko           | Tổng cộng          | Tổng cộng          | 37      | 0         | 2       | 0         | 0            | 0            | —       | —         | 39        | 0         |
| Tổng kết sự nghiệp | Tổng kết sự nghiệp | Tổng kết sự nghiệp | 360     | 22        | 37      | 3         | 66           | 4            | 2       | 0         | 465       | 29        |

### Bàn thắng cho đội tuyển

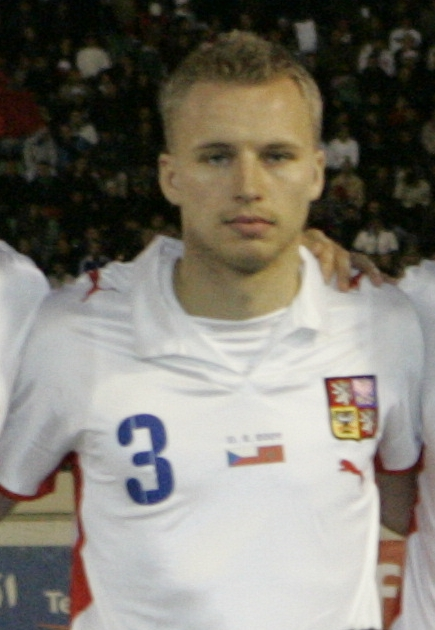
Kadlec trong màu áo tuyển quốc gia Séc

| #  | Ngày                 | Nơi tổ chức                      | Đối thủ       | Tỉ số | Kết quả | Giải đấu                                           |
| -- | -------------------- | -------------------------------- | ------------- | ----- | ------- | -------------------------------------------------- |
| 1. | 30 tháng 5 năm 2008  | Prague, Cộng hòa Séc             | Scotland      | 3–1   | Thắng   | Giao hữu                                           |
| 2. | 29 tháng 3 năm 2011  | České Budějovice, Czech Republic | Liechtenstein | 2–0   | Thắng   | Vòng loại Giải vô địch bóng đá châu Âu 2012 bảng I |
| 3. | 3 tháng 9 năm 2011   | Glasgow, Scotland                | Scotland      | 2–2   | Hòa     | Vòng loại Giải vô địch bóng đá châu Âu 2012 bảng I |
| 4. | 6 tháng 9 năm 2011   | Prague, Cộng hòa Séc             | Ukraina       | 4–0   | Thắng   | Giao hữu                                           |
| 5. | 6 tháng 9 năm 2011   | Prague, Cộng hòa Séc             | Ukraina       | 4–0   | Thắng   | Giao hữu                                           |
| 6. | 11 tháng 10 năm 2011 | Kaunas, Lithuania                | Litva         | 1–4   | Thắng   | Vòng loại Giải vô địch bóng đá châu Âu 2012 bảng I |
| 7. | 11 tháng 10 năm 2011 | Kaunas, Lithuania                | Litva         | 1–4   | Thắng   | Vòng loại Giải vô địch bóng đá châu Âu 2012 bảng I |
| 8. | 1 tháng 6 năm 2012   | Prague, Cộng hòa Séc             | Hungary       | 1–2   | Thua    | Giao hữu                                           |

## Danh hiệu

### Câu lạc bộ
Sparta Prague
- Gambrinus liga: 2004–05, 2006–07
- Cúp bóng đá Séc: 2005–06, 2006–07

Fenerbahçe
- Süper Lig: 2013–14
- Siêu cúp Thổ Nhĩ Kỳ: 2014